# MegaBox

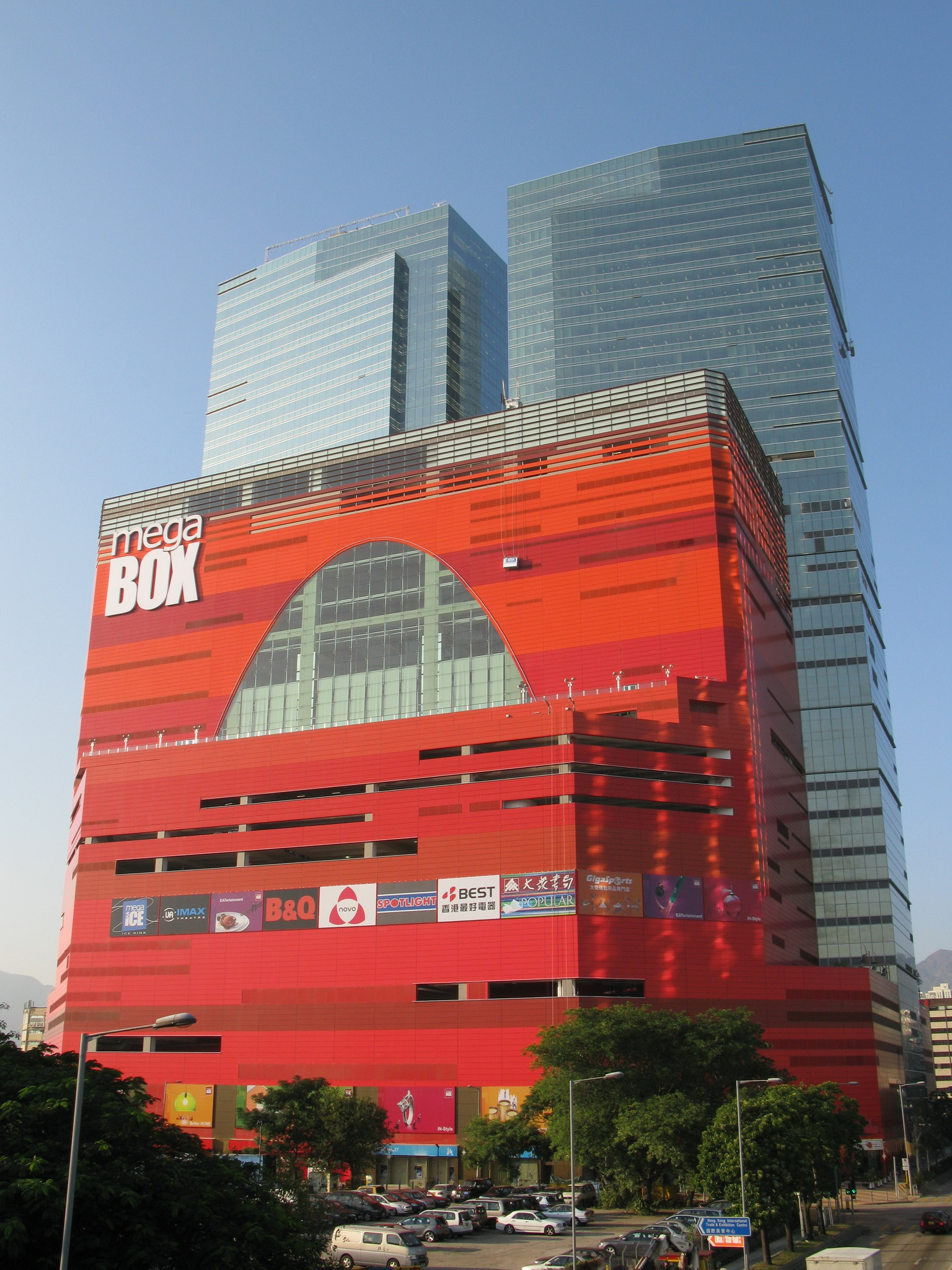
MegaBox

MegaBox는 홍콩 지우룽완에 위치한 쇼핑 센터이다.